# Сигма (марка аутомобила)
Сигма (фр. Société des Automobiles Sigma) је била француска компанија за производњу аутомобила.

## Историја компаније
Компанија је основана 1913. године са седиштем у Левалоа Переу за производњу аутомобила. Име бренда је било "Сигма", а крај рада и постојања фирме је било у 1928. години. Годишња производња била је мања од 200 возила.

## Аутомобили
У првим моделима уграђена је шасија 8 CV и 20 CV произвођача Мализе & Блин и четвороцилиндрични мотор произвођача Бало. После Првог светског рата, модел са два цилиндра је кратко време на тржишту, а затим модели са четири цилиндра. У току 1925. године прво се производио модел са мотором запремне 1494 cm³ произвођача CIME, а затим модели са цевастим вентилима, моторима произвођача Мализе & Блин и Бало запремине 894cm³ и 1614 cm³. Једно возило овог бренда данас је изложено у Националном музеју возила и туризма у Компјењу.

## Галерија
- Сигма из 1916
- Сигма из 1916
- Сигма из 1913